# サンティアゴ・カラトラバ

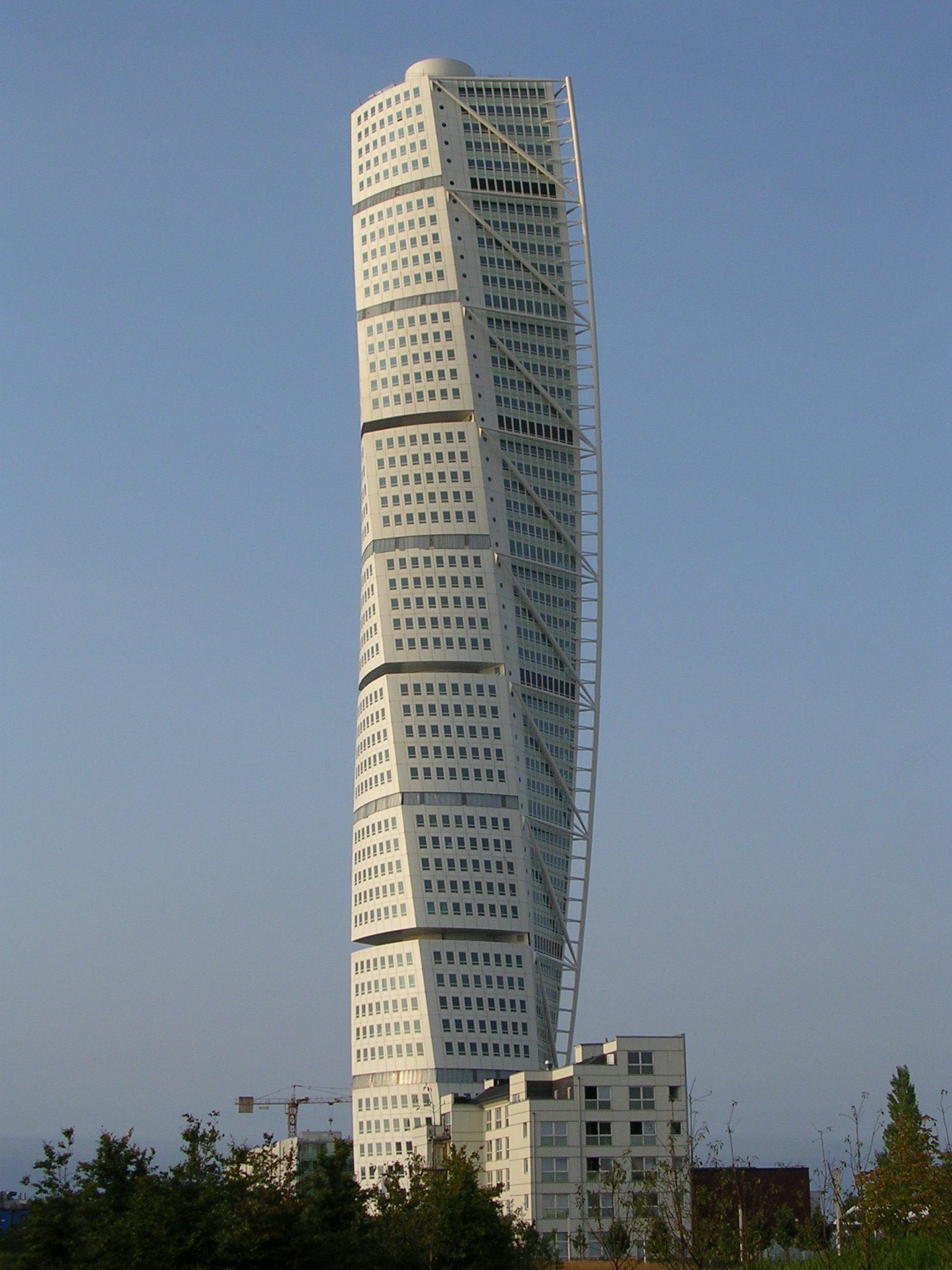
ターニング・トルソ

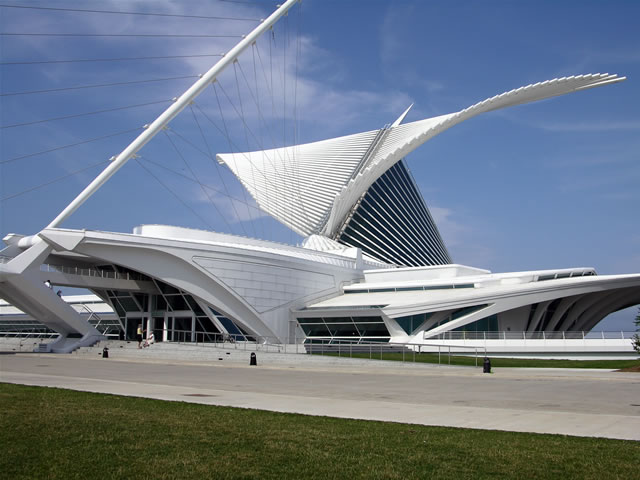
ミルウォーキー美術館新館

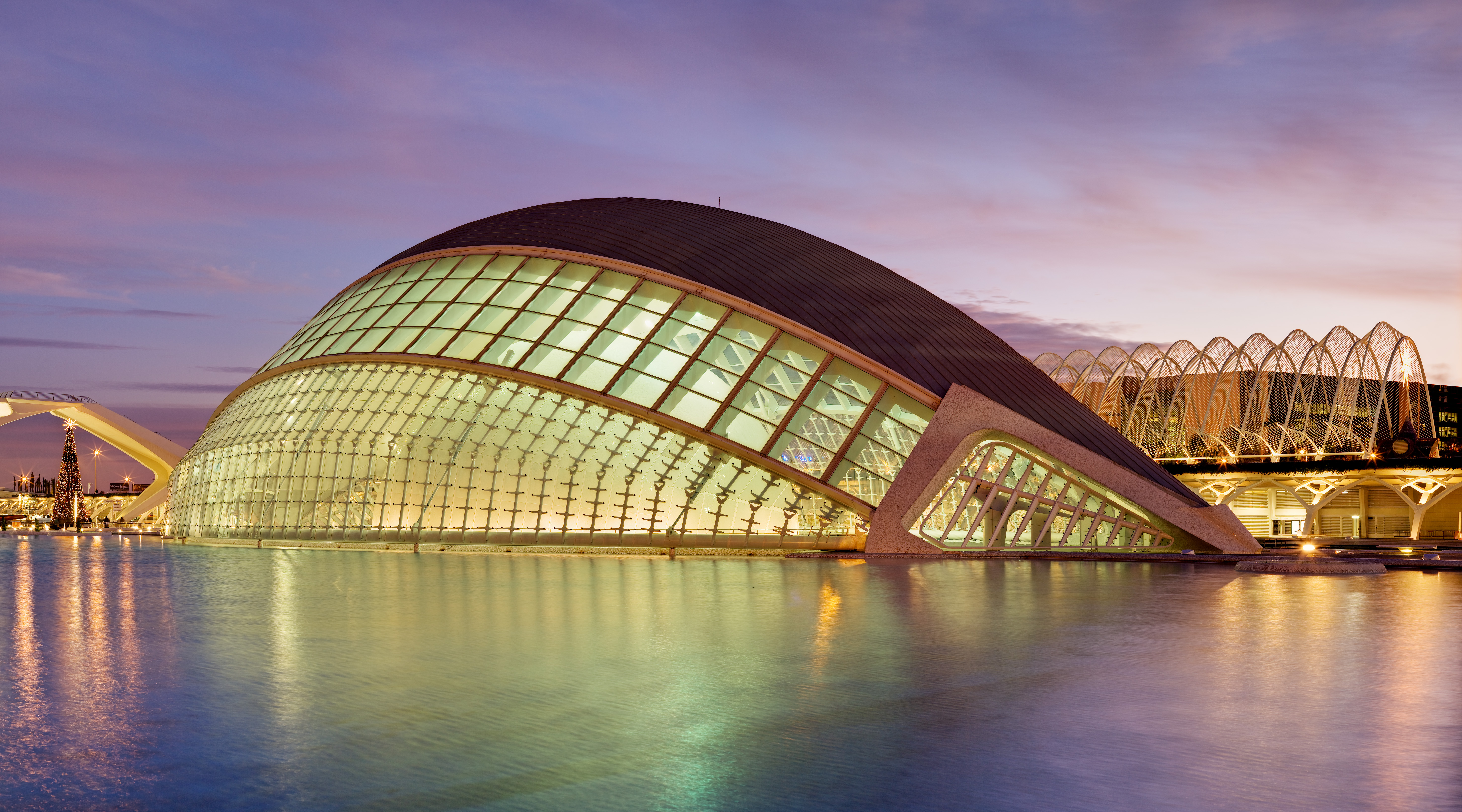
芸術科学都市 Ciutat de les Arts i les Ciències

サンティアゴ・カラトラバ・バイスまたはサンティアゴ・カラトラヴァ・ヴァイス（バレンシア語：Santiago Calatrava Valls 発音: [santiˈaɣo kalaˈtɾava ˈvaʎs]、1951年7月28日 - ）は、スペイン・バレンシア出身の構造家・建築家である。空に映える白色と、構造計算を駆使して作り上げた骨や翼を組み合わせたようなフレームをトレードマークにしており、アテネオリンピックのスタジアムを手がけたほか、橋梁を多数設計するなど世界各国で活動している。

## 経歴
スペインのバレンシアで生まれ、建築学校や美術学校で学んだ後、チューリッヒのチューリッヒ工科大学で土木工学を学び、その後同大学航空学科の助手になる。カラトラバはロベール・マイヤールやル・コルビュジエに影響を受け、特に彼がフランス東部・ロンシャンに建てた有機的な形状の「ノートルダム・ドゥ・オー礼拝堂」（Notre Dame du Haut chapel、『ロンシャンの礼拝堂』）からは、建築においてどのようにして複雑な形状が把握され生み出されるのかを省察するきっかけになった。1981年に博士論文『スペースフレーム（立体骨組）の折りたたみの可能性について』を書き終えた後、建築家・技術者として働き始めた。
カラトラバの独特で創造的で非常に影響力の強い建築スタイルは、無数のむき出しの骨格が調和の取れた相互作用を生み出すような強烈なヴィジュアルと、それを裏付ける厳格な理論に基づいた構造技術とを組み合わせたものである。彼の作品のいくつかは自然界から見つけ出した形や構造に基づいており、人間の体のようだと評されることもある。また彼の作品は建築にとどまらず、橋や人工地盤など土木の分野にまで広がっている。また多くの鉄道駅を手がけており、白くて高い骨組みの下の、明るくオープンで迷うことなく歩けるようなスタイルは高く評価されている。
彼は主に建築家・土木技術者として有名だが、画家・彫刻家でもあり、自分の建築の仕事は全ての芸術を一つに組み合わせたものだと述べている。

## 作品
| 名称                                                     | 年     | 所在地                         | 国             | 備考   |
| -------------------------------------------------------- | ------ | ------------------------------ | -------------- | ------ |
| フェリップⅡ・バック・ダ・ローダ橋                        | 1987年 | バルセロナ                     | スペイン       |        |
| ヴォーレン高等学校                                       | 1988年 | ヴォーレン                     | スイス         |        |
| ルツェルン駅改修                                         | 1988年 | ルツェルン                     | スイス         |        |
| チューリッヒ・シュタデルホーフェン駅                     | 1990年 | チューリヒ                     | スイス         |        |
| BCEプレイス                                              | 1992年 | トロント                       | カナダ         |        |
| アラミージョ橋                                           | 1992年 | セビリア                       | スペイン       |        |
| モンジュイックタワー                                     | 1992年 | バルセロナ                     | スペイン       |        |
| セビリア万国博覧会のクウェートのパビリオン               | 1992年 | セビリア                       | スペイン       |        |
| リヨン・サン＝テグジュペリTGV駅                          | 1994年 | コロンビエ＝ソニュー           | フランス       |        |
| アラメダ橋                                               | 1995年 | バレンシア                     | スペイン       | 鉄骨造 |
| 芸術科学都市                                             | 1996年 | バレンシア                     | スペイン       |        |
| スビスリ橋                                               | 1997年 | ビルバオ                       | スペイン       |        |
| リスボンのオリエンテ駅                                   | 1998年 | リスボン                       | ポルトガル     |        |
| ムヘール橋                                               | 1998年 | ブエノスアイレス               | アルゼンチン   |        |
| ビルバオ空港                                             | 2000年 | ビルバオ                       | スペイン       |        |
| ボデガ・イシオス（Bodegas Ysios）                        | 2001年 | ラグアルディア                 | スペイン       |        |
| ミルウォーキー美術館新館                                 | 2001年 | ミルウォーキー                 | アメリカ合衆国 |        |
| リフィー川のジェームズ・ジョイス橋                       | 2003年 | ダブリン                       | アイルランド   |        |
| テネリフェ・オペラハウス                                 | 2003年 | サンタ・クルス・デ・テネリフェ | スペイン       |        |
| アテネオリンピックスポーツコンプレックス                 | 2004年 | アテネ                         | ギリシャ       |        |
| サンダイアル橋                                           | 2004年 | レディング                     | アメリカ合衆国 |        |
| オランダのハーレマーメールに渡された3本の橋              | 2004年 | ハーレマーメール               | オランダ       |        |
| チューリッヒ大学の図書館の改装                           | 2004年 | チューリッヒ                   | スイス         |        |
| ターニング・トルソ                                       | 2005年 | マルメ                         | スウェーデン   |        |
| 弦の橋                                                   | 2008年 | エルサレム                     | イスラエル     |        |
| リエージュ＝ギユマン駅                                   | 2009年 | リエージュ                     | ベルギー       |        |
| サミュエル・ベケット橋                                   | 2009年 | ダブリン                       | アイルランド   |        |
| マドリード・オベリスク                                   | 2009年 | マドリード                     | スペイン       |        |
| オビエド市会議センター                                   | 2011年 | オビエド                       | スペイン       |        |
| マーガレット・ハント・ヒル橋                             | 2012年 | ダラス                         | アメリカ合衆国 |        |
| 平和の橋                                                 | 2012年 | カルガリー                     | カナダ         |        |
| レッジョ・エミリア駅                                     | 2013年 | レッジョ・エミリア             | イタリア       |        |
| ムゼウ・ド・アマニャン（ミュージアム・オブ・トゥモロー） | 2015年 | リオデジャネイロ               | ブラジル       |        |
| ワールド・トレード・センター駅                           | 2016年 | ニューヨーク                   | アメリカ合衆国 |        |

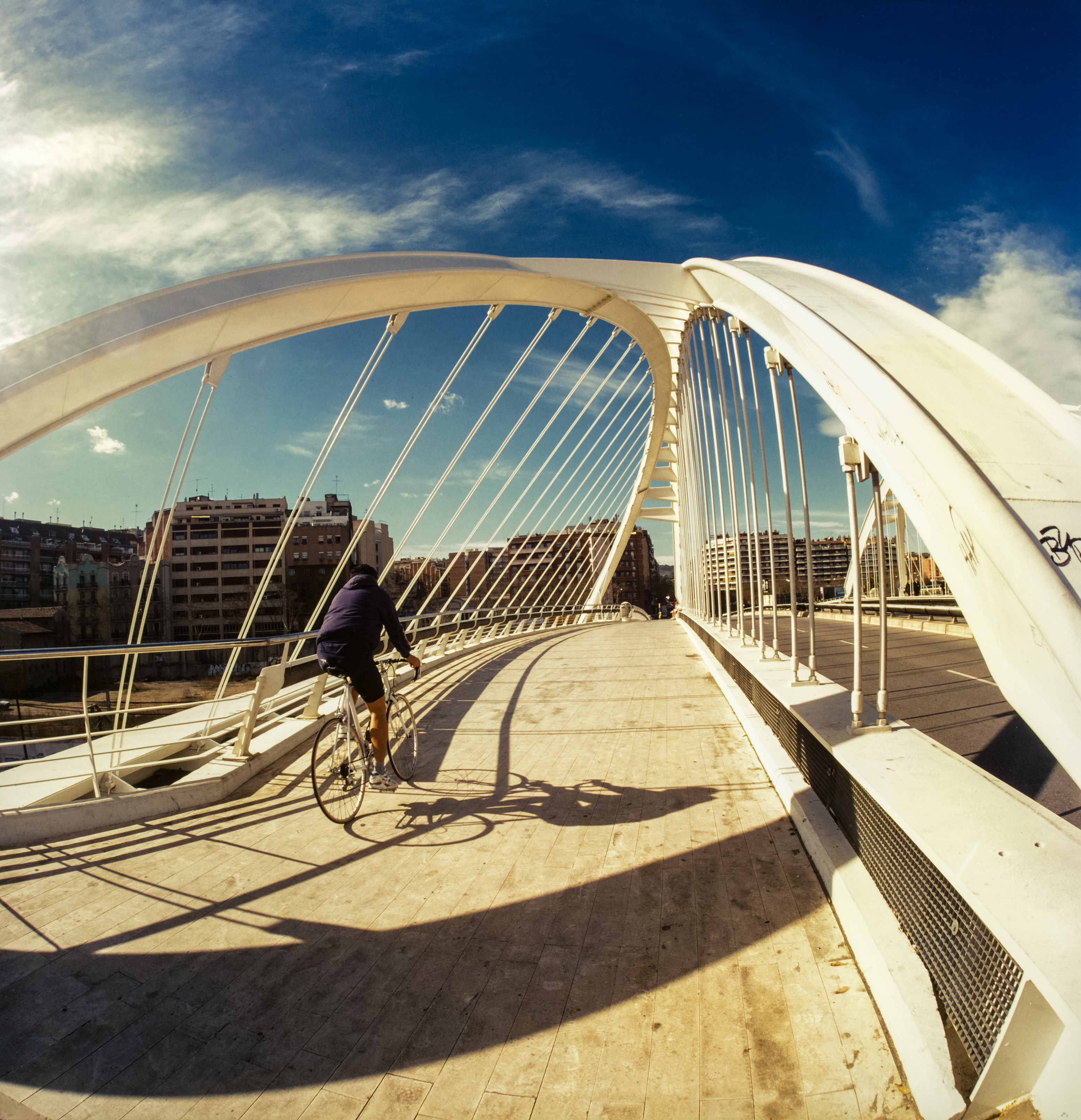
フェリップⅡ・バック・ダ・ローダ橋
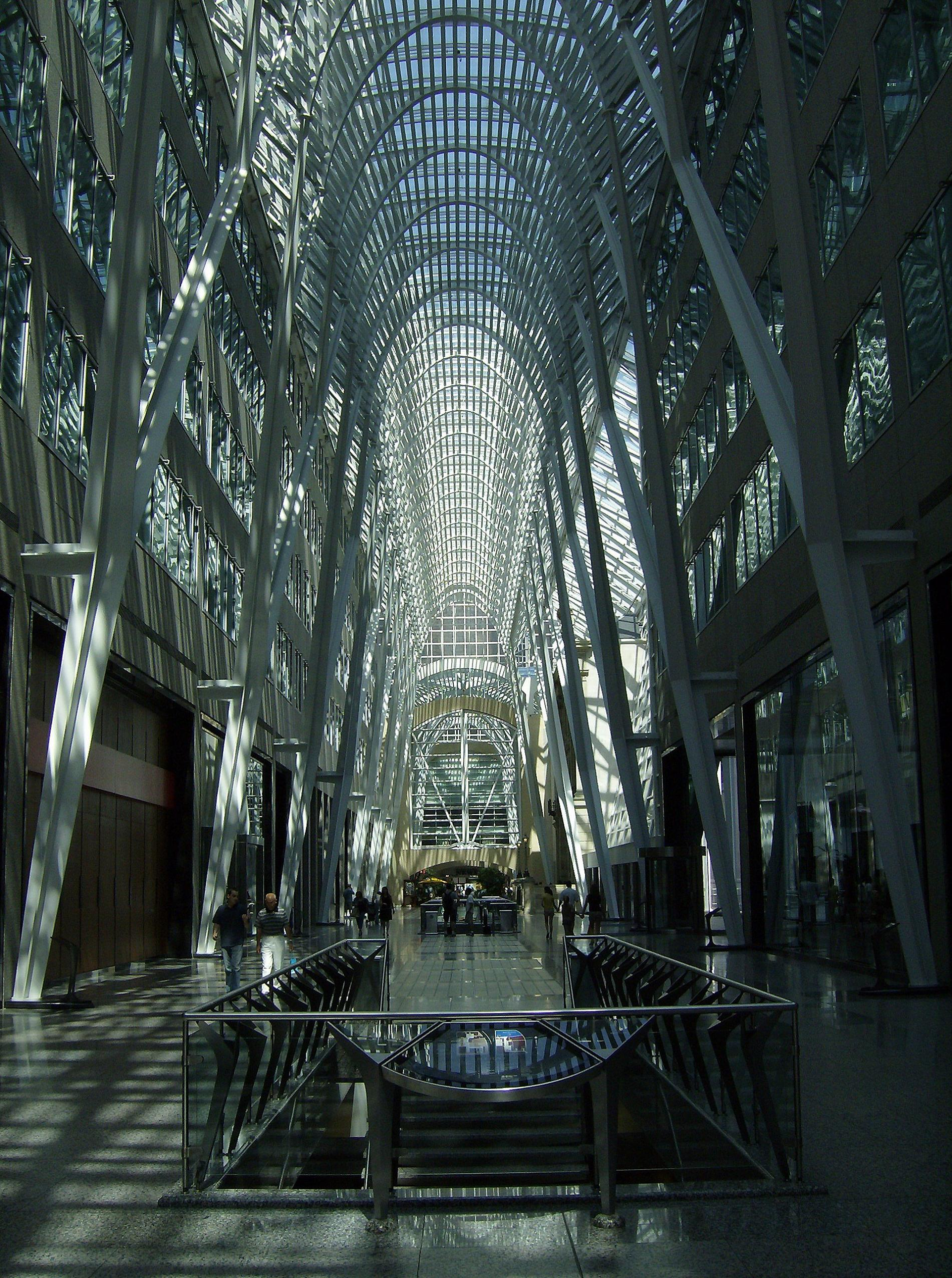
BCEプレイス
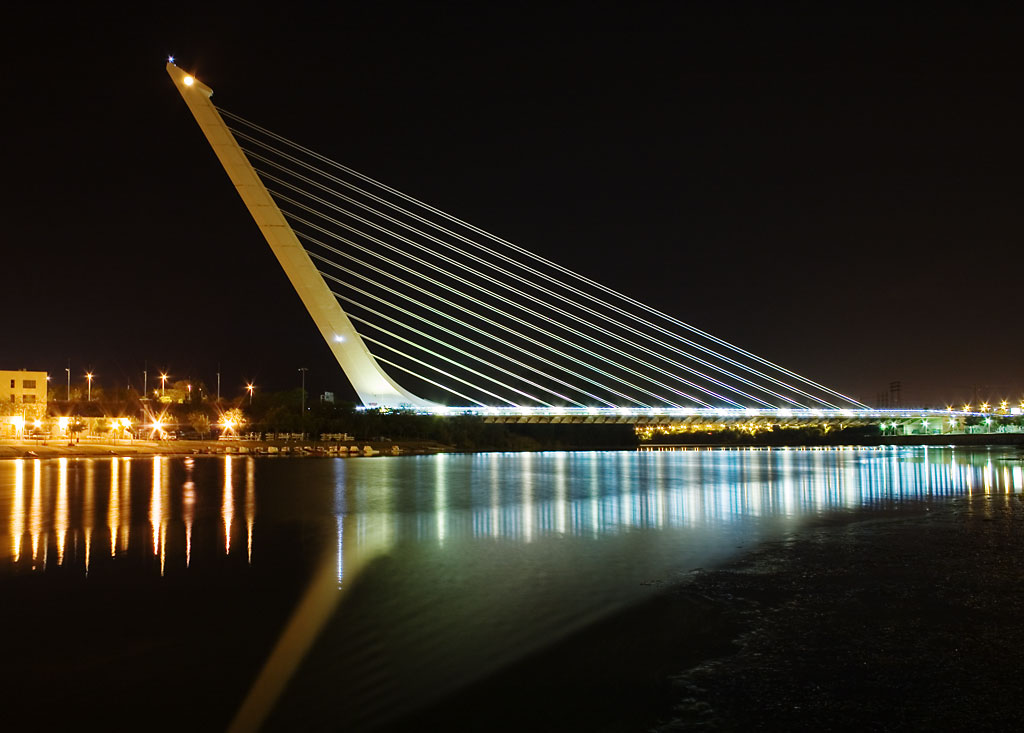
アラミリョ橋
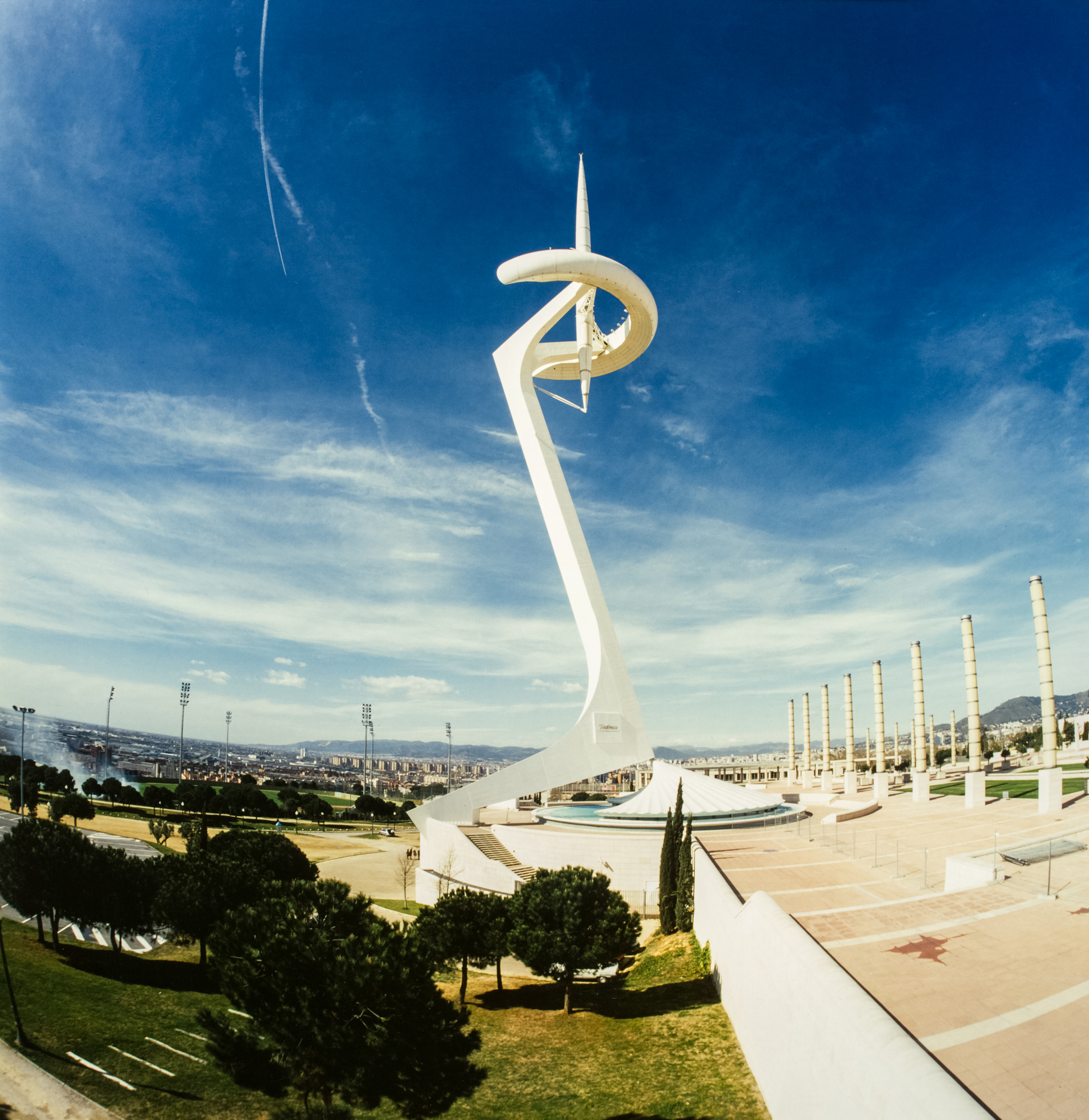
モンジュイックタワー
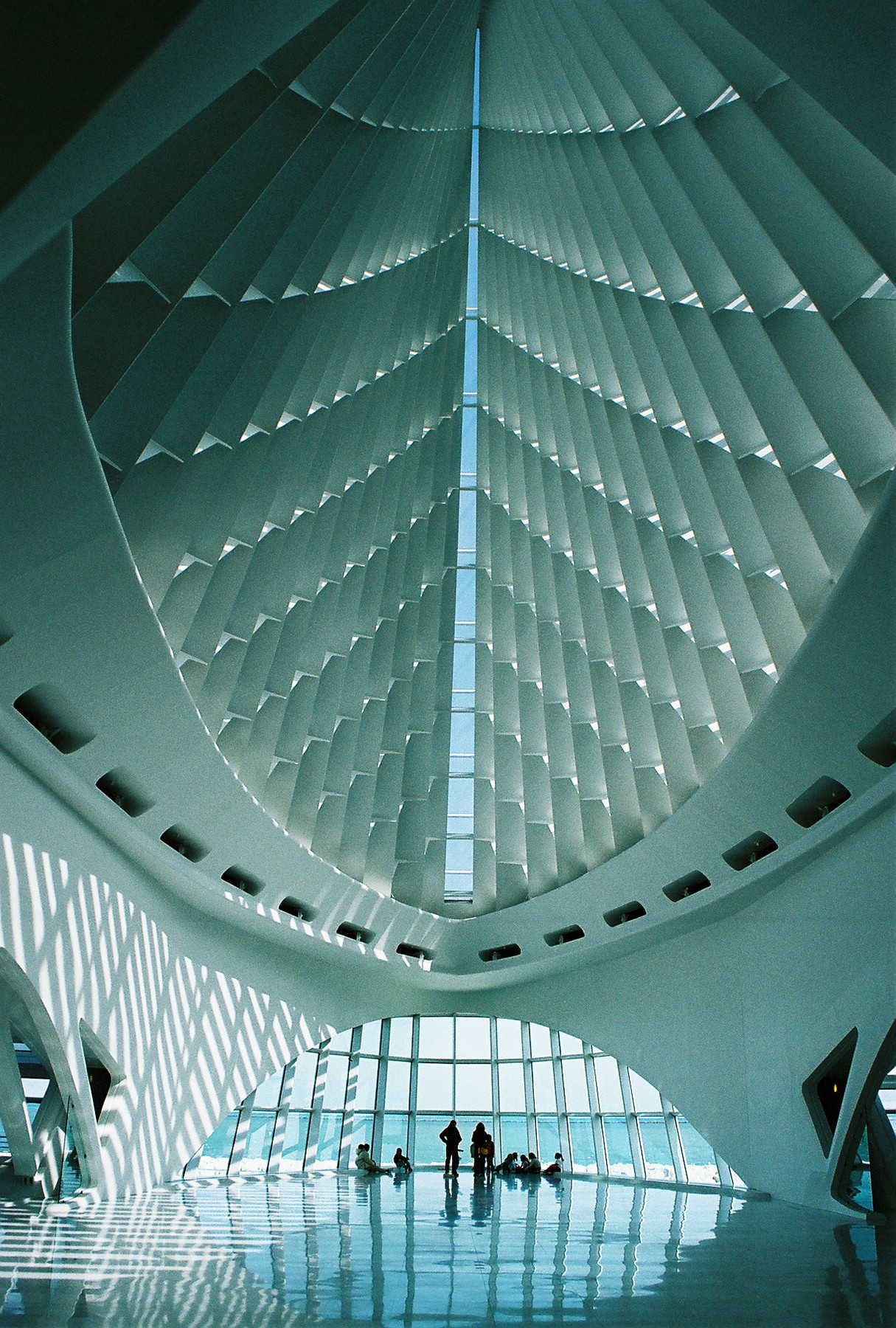
ミルウォーキー美術館新館
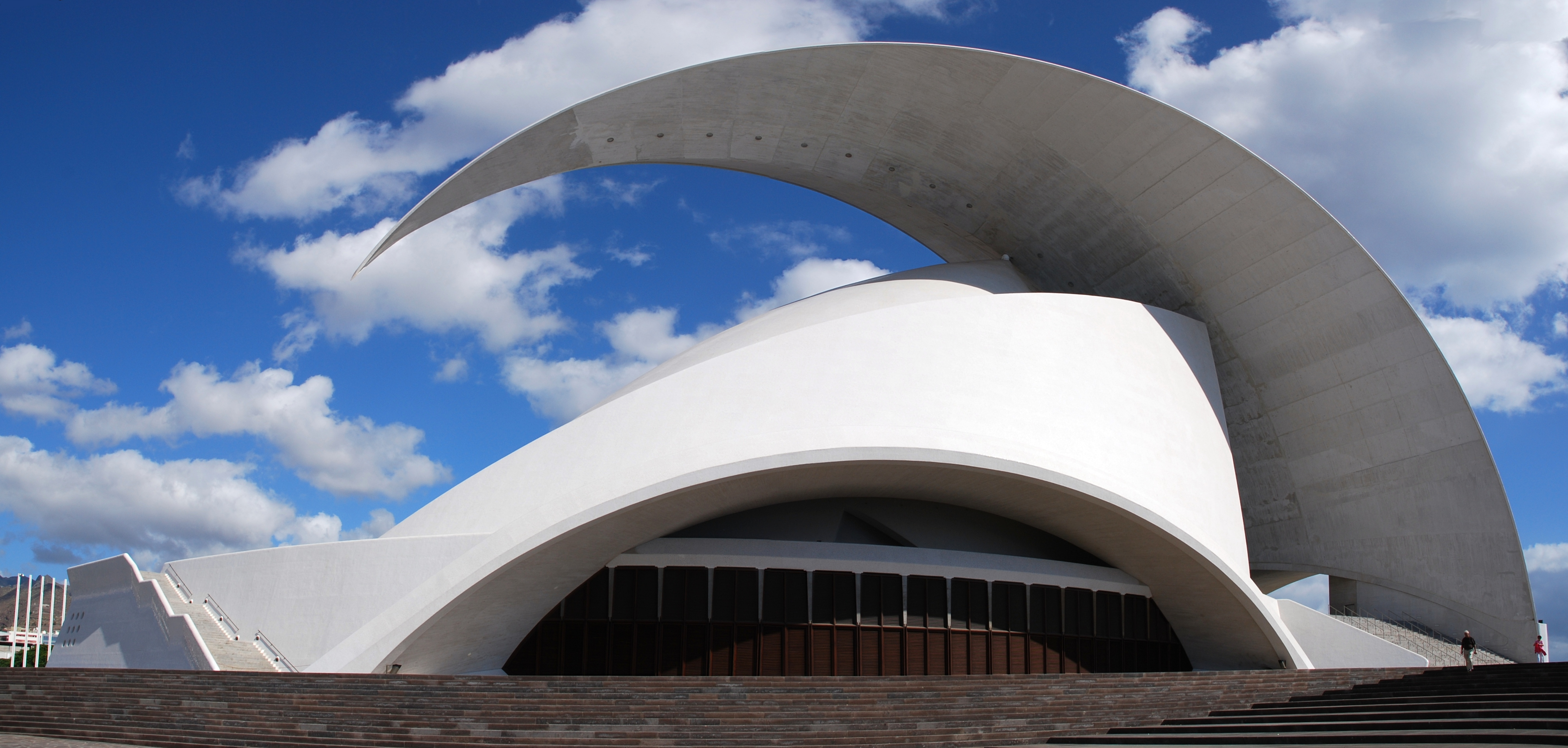
アウディトリオ・デ・テネリフェ
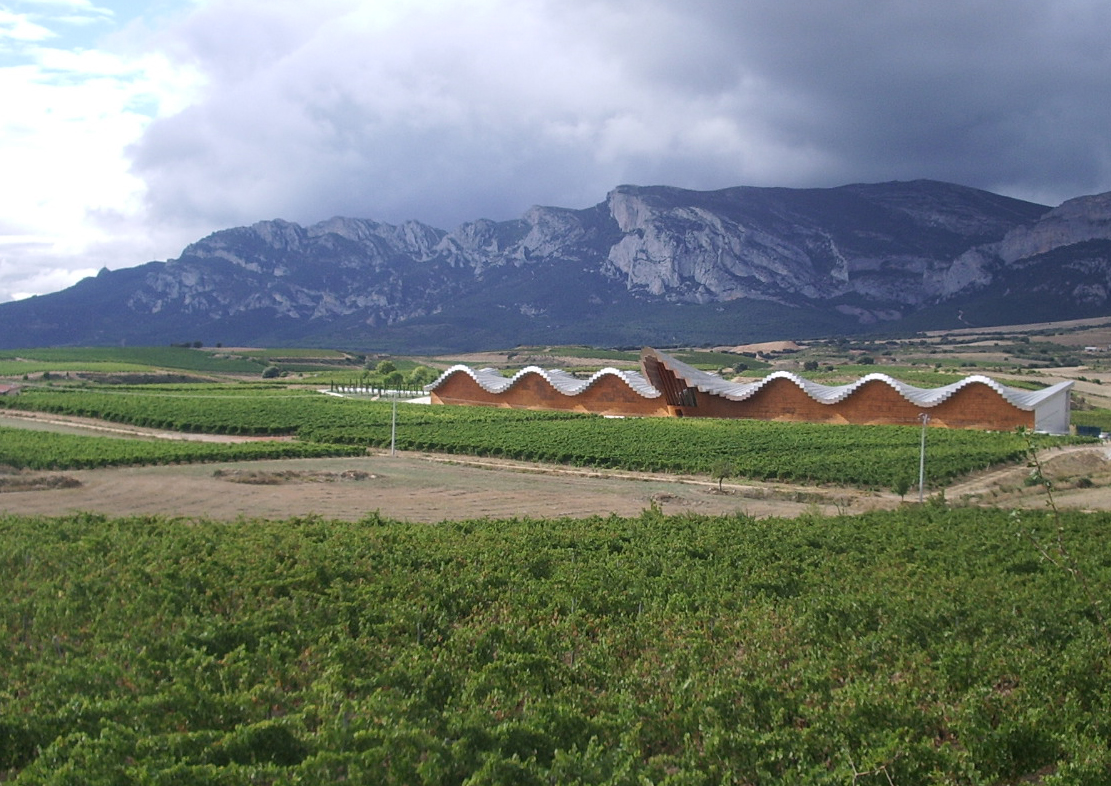
ボデガ・イシオス
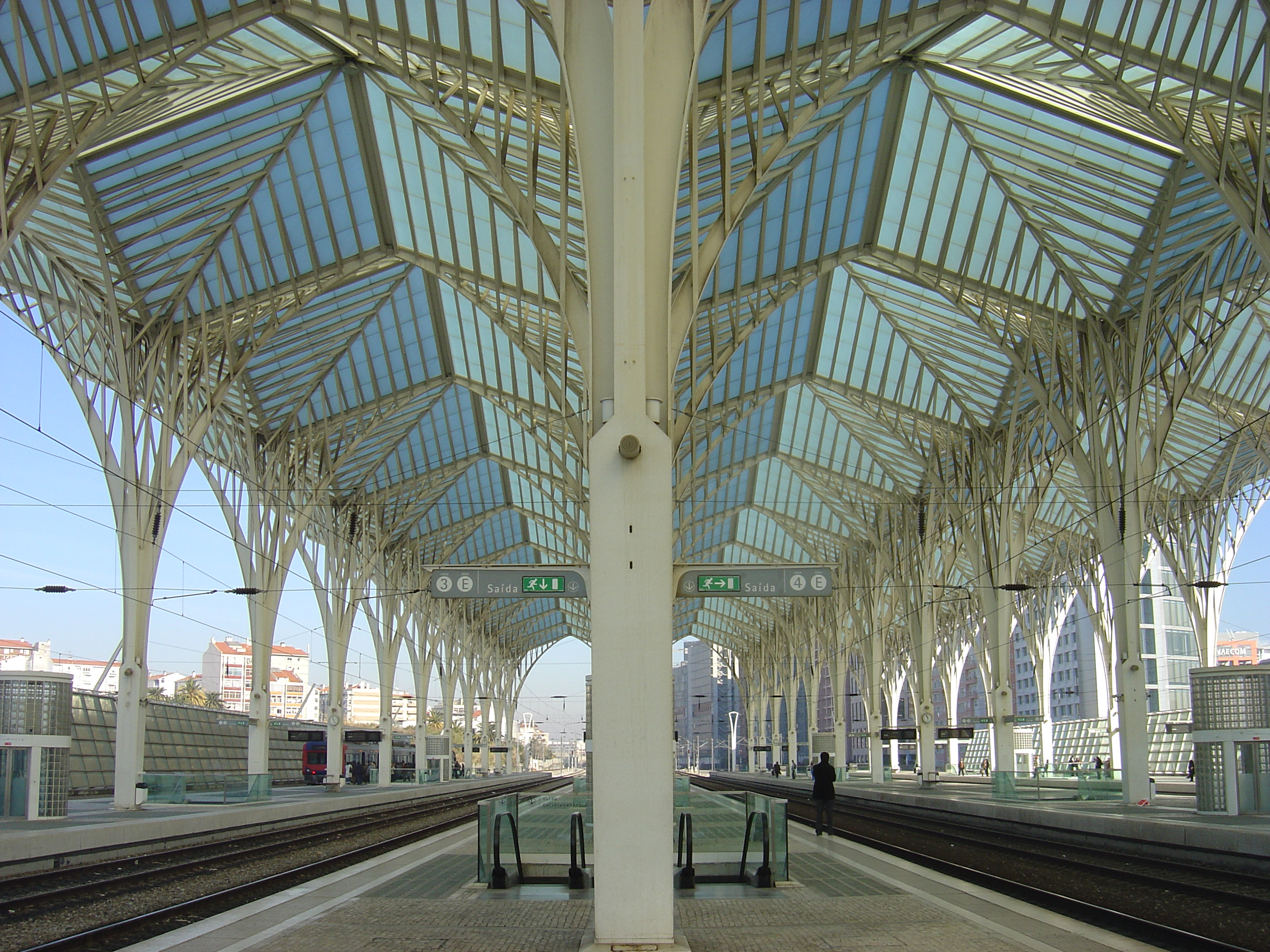
オリエンテ駅・プラットホーム
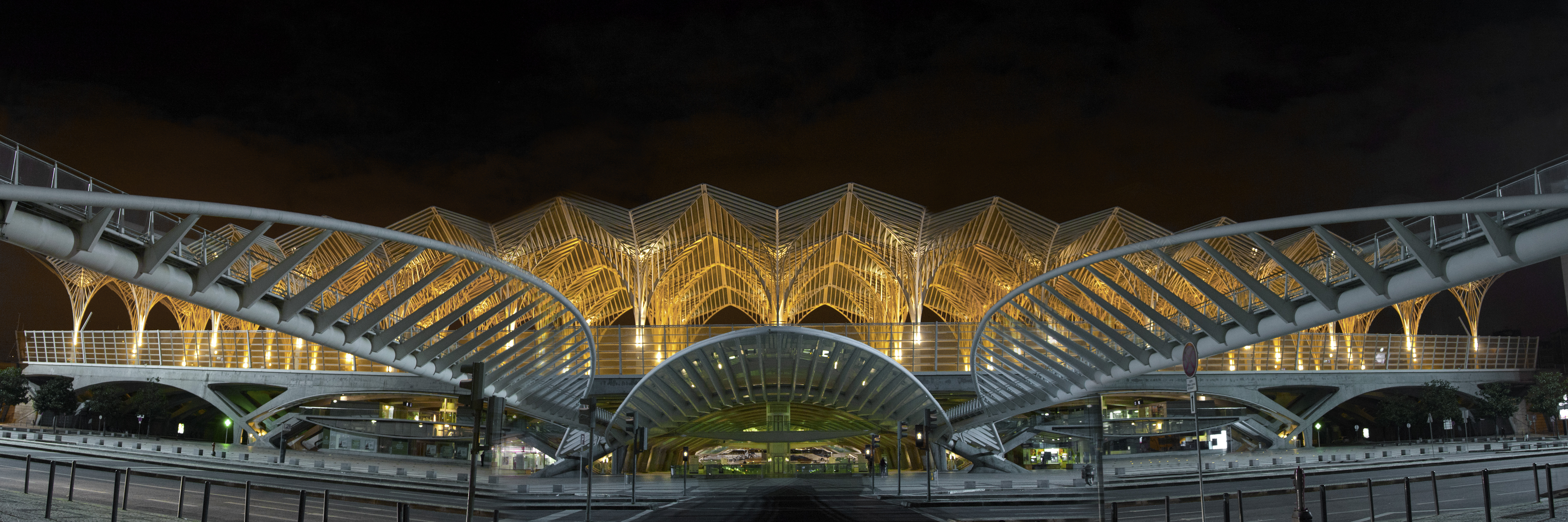
オリエンテ駅・正門
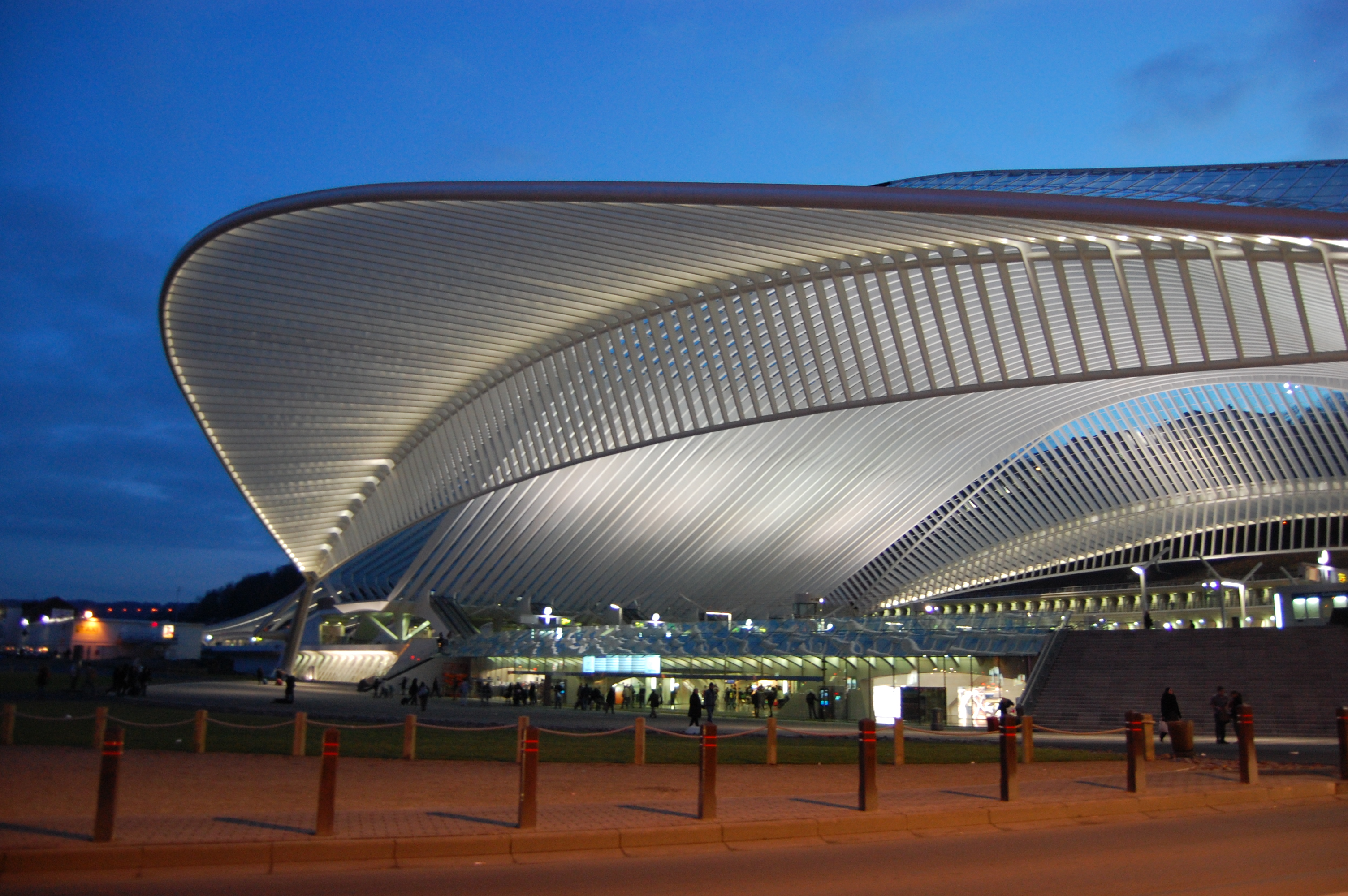
リエージュ＝ギユマン駅
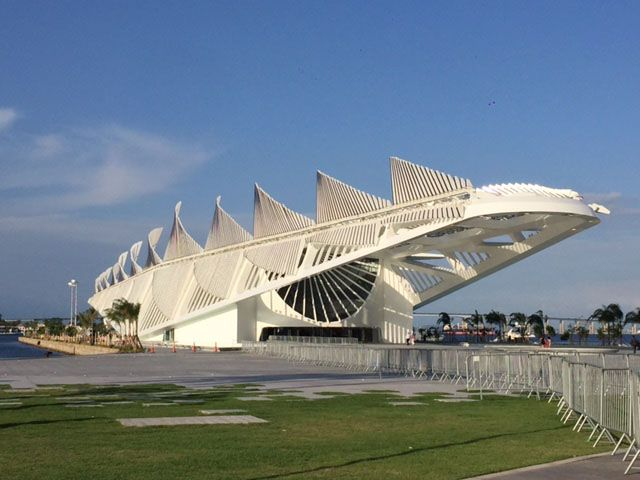
ムゼウ・ド・アマニャン
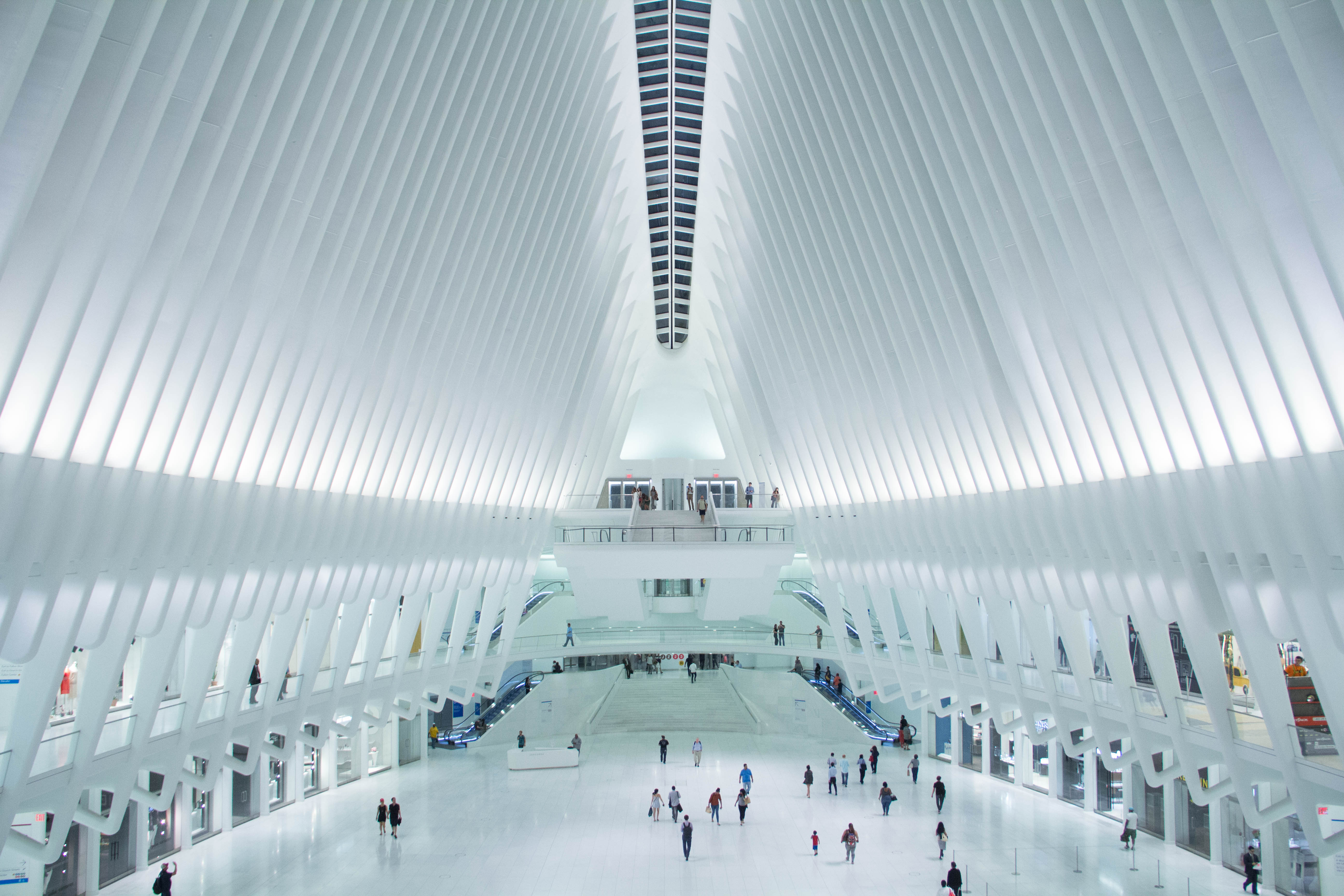
ワールド・トレード・センター・トランスポーテーション・ハブ

## 日本語文献
- 『サンチャゴ・カラトラバ　建築家の講義』　金箱温春訳、丸善、2008年2月－小著の著作
- 『サンティアゴ・カラトラヴァ　1951　建築家、構造家、芸術家』　フィリップ・ジョディディオ共著
　タッシェン・ジャパン、2008年12月－作品紹介の小著、写真多数。